# Henry-Russell Hitchcock
Henry-Russell Hitchcock (Boston, 3 juni 1903 - New York, 19 februari 1987) was een Amerikaanse architectuurhistoricus, museumdirecteur en architectuurcriticus. 
Hitchcock studeerde kunstgeschiedenis aan de Harvard-universiteit, waar hij tevens redactielid was van het avant-gardistische tijdschrift Hound & Horn. Hij werd beroemd nadat hij met zijn vriend, de architect Philip Johnson, de tentoonstelling Modern Architecture: International Exhibition in het Museum of Modern Art (MoMA) organiseerde. Het bij de tentoonstelling behorende boek The International Style, werd de naamgever van een nieuwe stroming binnen de architectuur.  
Een groot deel van zijn leven was Hitchcock professor aan het Smith College en de New York-universiteit. In de periode 1947-1955 was hij tevens directeur van het Smith College Museum of Art.

## Publicaties
- The International Style: Architecture since 1922. 1932 (met Philip Johnson)
- The Architecture of H. H. Richardson and His Times. 1936
- In the Nature of Materials. 1942
- Architecture: Nineteenth and Twentieth Centuries. 1958
- Modern Architecture: Romanticism and Reintegration. 1972